# Cyril Knowles
Cyril Knowles (Fitzwilliam, 13 luglio 1944 – Middlesbrough, 30 agosto 1991) è stato un calciatore e allenatore di calcio inglese, di ruolo difensore.

## Carriera
Fratello di Peter, anch'egli calciatore, giocò per la maggior parte della carriera nel Tottenham, con cui vinse una FA Cup nel 1967 e una Coppa UEFA nel 1972.

## Palmarès

### Giocatore

#### Competizioni nazionali
- Coppa d'Inghilterra: 1

Tottenham: 1966-1967
- Community Shield: 1

Tottenham: 1967
- Coppa di Lega inglese: 2

Tottenham: 1970-1971, 1972-1973

#### Competizioni internazionali
- Coppa di Lega Italo-Inglese: 1

Tottenham: 1971
- Coppa UEFA: 1

Tottenham: 1971-1972